# Bernd Nehrig
Bernd Nehrig est un footballeur allemand, né le 28 septembre 1986 à Heidenheim an der Brenz qui évolue au poste d'arrière droit.

## Palmarès
- VfB Stuttgart
  - Vainqueur de la Bundesliga en 2007

- SpVgg Greuther Fürth
  - Vainqueur de la 2.Bundesliga en 2012

## Statistiques
| Saison    | Club                 | Pays         | Championnat        | Coupes nationales | Coupes d'Europe | Allemagne |
| --------- | -------------------- | ------------ | ------------------ | ----------------- | --------------- | --------- |
| 2006-2007 | VfB Stuttgart        | Bundesliga   | 1 match            | -                 | -               | -         |
| 2006-2007 | SpVgg Unterhaching   | 2.Bundesliga | 3 matchs           | -                 | -               | -         |
| 2007-2008 | SpVgg Greuther Fürth | 2.Bundesliga | 29 matchs / 6 buts | 2 matchs / 2 buts | -               | -         |
| 2008-2009 | SpVgg Greuther Fürth | 2.Bundesliga | 31 matchs / 6 buts | 1 match           | -               | -         |
| 2009-2010 | SpVgg Greuther Fürth | 2.Bundesliga | 24 matchs / 5 buts | 4 matchs / 1 but  | -               | -         |
| 2010-2011 | SpVgg Greuther Fürth | 2.Bundesliga | 32 matchs / 4 buts | 2 matchs / 1 but  | -               | -         |
| 2011-2012 | SpVgg Greuther Fürth | 2.Bundesliga | 28 matchs / 7 buts | 4 matchs / 1 but  | -               | -         |
| 2012-2013 | SpVgg Greuther Fürth | Bundesliga   | 26 matchs / 1 but  | 1 match           | -               | -         |

Dernière mise à jour le 19 mai 2013